# Prawybory prezydenckie Partii Republikańskiej w 2024 roku
Prawybory prezydenckie Partii Republikańskiej w 2024 roku – seria prawyborów mająca na celu wyłonić delegatów na konwencję Partii Republikańskiej, aby uczestniczyli w wyborze kandydata Partii Republikańskiej w wyborach prezydenckich w Stanach Zjednoczonych w 2024 roku. Wybierani delegaci są przypisani do konkretnego kandydata, którego popierają.

## Tło
Urzędujący z ramienia Partii Republikańskiej prezydent Stanów Zjednoczonych Donald Trump przegrał wybory prezydenckie w 2020 roku, a kandydujący z ramienia Partii Demokratycznej Joe Biden został wybrany na nowego prezydenta. Od tego czasu Trump uważany był za najbardziej prawdopodobnego kandydata Partii Republikańskiej na prezydenta w wyborach w 2024 roku. Sondaże wykazywały, że poparłaby go większość partii. Sam Trump publicznie wyrażał opinię, że wybory zostały sfałszowane. Złożył w związku z tym ponad 60 pozwów, ale żaden z nich nie został rozpatrzony na jego korzyść.
6 stycznia 2021 roku, przed zaprzysiężeniem Joego Bidena na prezydenta, doszło do ataku na Kapitol przeprowadzonego przez zwolenników Donalda Trumpa. Sam Trump został oskarżony o przyczynienie się do ataku przez dezinformację i namawianie swoich zwolenników do podjęcia działania. W jego sprawie zostało wszczęte śledztwo.

## Przebieg
Donald Trump utrzymał swoją przewagę w sondażach przez cały rok 2021 i 2022. Większość sondaży w tym czasie pokazywała też, że gdyby Trump nie brał udziału w prawyborach, Republikanie wybraliby na swojego kandydata ówczesnego gubernatora Florydy Rona DeSantisa, któremu udało się nawet wyprzedzić Trumpa między innymi w jednym z sondaży ze stycznia 2023 i w jednym z sondaży z lutego 2023.
23 sierpnia 2023 roku odbyła się pierwsza debata potencjalnych kandydatów Partii Republikańskiej. Wzięli w niej udział: Doug Burgum, Chris Christie, Ron DeSantis, Nikki Haley, Asa Hutchinson, Mike Pence, Vivek Ramaswamy i Tim Scott. Pomimo prowadzenia w sondażach, Donald Trump nie wziął udział w debacie, ponieważ odmówił spełnienia warunku podpisania przysięgi lojalności. Nie brał udziału w żadnej z debat w 2023 roku.
Donald Trump utrzymał prowadzenie w sondażach do końca 2023 roku. Pod koniec tego roku niektóre sondaże pokazywały też, że Nikki Haley zastąpiła Rona DeSantisa jako osoba na drugim miejscu.
19 grudnia 2023 roku Sąd Najwyższy Kolorado postanowił, że Donald Trump nie może brać udziału w prawyborach w tym stanie w związku z 3. paragrafem 14. poprawki do Konstytucju Stanów Zjednoczonych, która zakazuje pełnienia urzędów cywilnych lub wojskowych przez osobę, która brała udział w buncie. Miało to związek z udziałem Trumpa w ataku na Kapitol. Podobną możliwość rozpatrywały stany Arizona, Michigan i Minnesota, które ostatecznie postanowiły, że nie ma podstaw do odmowy Trumpowi startu w prawyborach. Sekretarz stanu Maine Shenna Bellows podjęła wstępną decyzję o uniemożliwieniu Trumpowi startu w wyborach w tym stanie i przekazała sprawę do rozpatrzenia przez stanowe sądy.
12 marca 2024 roku, Donald Trump oficjalnie został przypuszczalnym kandydatem Partii Republikańskiej na prezydenta. 15 lipca 2024 roku, pierwszego dnia Narodowej Konwencji Republikanów, Trump oficjalnie ogłosił, że jego kandydatem na wiceprezydenta będzie senator J.D. Vance.

## Kandydaci

### Nominat
| Kandydat     | Data rozpoczęcia kampanii | Pełnione urzędy publiczne, jeśli były, lub zawód w przeciwnym razie | Logo kampanii |
| ------------ | ------------------------- | ------------------------------------------------------------------- | ------------- |
| Donald Trump | 15 listopada 2022(dts)    | Prezydent Stanów Zjednoczonych                                      |               |

### Wycofali się podczas prawyborów
| Kandydat        | Data rozpoczęcia kampanii | Data zakończenia kampanii                      | Pełnione urzędy publiczne, jeśli były, lub zawód w przeciwnym razie      | Logo kampanii |
| --------------- | ------------------------- | ---------------------------------------------- | ------------------------------------------------------------------------ | ------------- |
| Nikki Haley     | 14 lutego 2023(dts)       | 6 marca 2024(dts), (poparła Donalda Trumpa)    | Gubernator Karoliny Południowej, Ambasador Stanów Zjednoczonych przy ONZ |               |
| Ron DeSantis    | 24 maja 2023(dts)         | 21 stycznia 2024(dts), (poparł Donalda Trumpa) | Gubernator Florydy                                                       |               |
| Asa Hutchinson  | 26 kwietnia 2023(dts)     | 16 stycznia 2024(dts), (poparł Nikki Haley)    | Gubernator Arkansas                                                      |               |
| Vivek Ramaswamy | 21 lutego 2023(dts)       | 15 stycznia 2024(dts), (poparł Donalda Trumpa) | Przedsiębiorca                                                           |               |

### Wycofali się przed prawyborami
| Kandydat       | Data rozpoczęcia kampanii | Data zakończenia kampanii                          | Pełnione urzędy publiczne, jeśli były, lub zawód w przeciwnym razie | Logo kampanii |
| -------------- | ------------------------- | -------------------------------------------------- | ------------------------------------------------------------------- | ------------- |
| Chris Christie | 6 czerwca 2023(dts)       | 10 stycznia 2024(dts)                              | Gubernator New Jersey                                               |               |
| Doug Burgum    | 7 czerwca 2023(dts)       | 4 grudnia 2023(dts), (poparł Donalda Trumpa)       | Gubernator Dakoty Południowej                                       |               |
| Tim Scott      | 19 maja 2023(dts)         | 12 listopada 2023(dts), (poparł Donalda Trumpa)    | Senator z Karoliny Południowej                                      |               |
| Mike Pence     | 5 czerwca 2023(dts)       | 28 października 2023(dts)                          | Wiceprezydent Stanów Zjednoczonych                                  |               |
| Larry Elder    | 20 kwietnia 2023(dts)     | 26 października 2023(dts), (poparł Donalda Trumpa) | Gospodarz radiowego talk-show                                       |               |
| Perry Johnson  | 2 marca 2023(dts)         | 20 października 2023(dts), (poparł Donalda Trumpa) | Przedsiębiorca                                                      |               |
| Will Hurd      | 22 czerwca 2023(dts)      | 9 października 2023(dts), (poparł Nikki Haley)     | członek Izby Reprezentantów z 23. dystryktu Teksasu                 |               |
| Francis Suarez | 14 czerwca 2023(dts)      | 29 sierpnia 2023(dts), (poparł Donalda Trumpa)     | Burmistrz Miami                                                     |               |

## Sondaże

Sondaże poparcia dla poszczególnych kandydatów (średnia z ostatnich dziesięciu sondaży poprzedzających podaną wartość)
Doug Burgum
Chris Christie
Ron DeSantis
Larry Elder
Nikki Haley
Asa Hutchinson
Mike Pence
Vivek Ramaswamy
Tim Scott
Donald Trump

| Doug Burgum Chris Christie Ron DeSantis Larry Elder Nikki Haley Asa Hutchinson Mike Pence Vivek Ramaswamy Tim Scott Donald Trump |

## Debaty

### Lista debat i uczestników
| Data                  | Miejsce                                                       | Uczestnicy | Organizatorzy                                                                        | Prowadzący                                    |
| --------------------- | ------------------------------------------------------------- | --- | ------------------------------------------------------------------------------------ | --------------------------------------------- |
| 23 sierpnia 2023(dts) | Fiserv Forum, Milwaukee, Wisconsin                            | Doug Burgum, Chris Christie, Ron DeSantis, Nikki Haley, Asa Hutchinson, Mike Pence, Vivek Ramaswamy, Tim Scott | Fox News, Young America’s Foundation, Rumble                                         | Bret Baier, Martha MacCallum                  |
| 27 września 2023(dts) | Ronald Reagan Presidential Library, Simi Valley, Kalifornia   | Doug Burgum, Chris Christie, Ron DeSantis, Nikki Haley, Mike Pence, Vivek Ramaswamy, Tim Scott                 | FOX Business, Ronald Reagan Presidential Foundation and Institute, Rumble, Univision | Ilia Calderón, Dana Perino, Stuart Varney     |
| 8 listopada 2023(dts) | Adrienne Arsht Center for the Performing Arts, Miami, Floryda | Chris Christie, Ron DeSantis, Nikki Haley, Vivek Ramaswamy, Tim Scott                                          | NBC News, Salem Radio Network, Republican Jewish Coalition, Rumble                   | Hugh Hewitt, Lester Holt, Kristen Welker      |
| 6 grudnia 2023(dts)   | Tuscaloosa, Alabama                                           | Chris Christie, Ron DeSantis, Nikki Haley, Vivek Ramaswamy                                                     | NewsNation, The Megyn Kelly Show (SiriusXM), The Washington Free Beacon, Rumble      | Eliana Johnson, Megyn Kelly, Elizabeth Vargas |
| 10 stycznia 2024(dts) | Drake University, Des Moines, Iowa                            | Ron DeSantis, Nikki Haley                                                                                      | CNN                                                                                  | Jake Tapper, Dana Bash                        |

### Kwestia nieobecności Donalda Trumpa
Donald Trump pomimo bycia kandydatem prowadzącym w większości sondaży w 2023 roku, nie wziął udział w żadnej debacie, ponieważ odmówił podpisania przysięgi lojalności, wymaganej do zakwalifikowania się. Zamiast tego organizował alternatywne wydarzenia w tym samym czasie:
- 23 sierpnia 2023 roku, w czasie pierwszej debaty, udzielił wywiadu Tuckerowi Carlsonowi transmitowanego na Twitterze[25].
- 27 września 2023 roku, w czasie drugiej debaty, wygłosił przemowę w Detroit w Michigan[26]
- 8 listopada 2023 roku, w czasie trzeciej debaty, był na wiecu wyborczym w Hialeah we Florydzie[27]
- 6 grudnia 2023 roku, w czasie czwartej debaty, był na zbiórce pieniędzy we Florydzie, a jego kampania wyborcza opublikowała nowy spot wyborczy[28]

## Wyniki według terytoriów
| Data                                    | Terytorium          | Liczba delegatów | Liczba delegatów | Liczba delegatów | Liczba delegatów | Liczba delegatów |
| Data                                    | Terytorium          | Razem            | Donald Trump     | Nikki Haley      | Ron DeSantis     | Vivek Ramaswamy  |
| --------------------------------------- | ------------------- | ---------------- | ---------------- | ---------------- | ---------------- | ---------------- |
| Odwołane                                | Delaware            | 16               | 16               | 0                | 0                | 0                |
| Odwołane                                | Dakota Południowa   | 29               | 29               | 0                | 0                | 0                |
| 15 stycznia 2024(dts)                   | Iowa                | 40               | 20               | 8                | 9                | 3                |
| 23 stycznia 2024(dts)                   | New Hampshire       | 22               | 13               | 9                | 0                | 0                |
| 6 i 8 lutego 2024(dts)                  | Nevada              | 26               | 26               | 0                | 0                | 0                |
| 8 lutego 2024(dts)                      | Wyspy Dziewicze     | 4                | 4                | 0                | 0                | 0                |
| 24 lutego 2024(dts)                     | Karolina Południowa | 50               | 47               | 3                | 0                | 0                |
| 27 lutego 2024(dts) i 2 marca 2024(dts) | Michigan            | 55               | 51               | 4                | 0                | 0                |
| 2 marca 2024(dts)                       | Idaho               | 32               | 32               | 0                | 0                | 0                |
| 2 marca 2024(dts)                       | Missouri            | 54               | 54               | 0                | 0                | 0                |
| 1–3 marca 2024(dts)                     | Dystrykt Kolumbii   | 19               | 0                | 19               | 0                | 0                |
| 4 marca 2024(dts)                       | Dakota Północna     | 29               | 29               | 0                | 0                | 0                |
| 5 marca 2024(dts)                       | Alabama             | 50               | 50               | 0                | 0                | 0                |
| 5 marca 2024(dts)                       | Alaska              | 29               | 29               | 0                | 0                | 0                |
| 5 marca 2024(dts)                       | Arkansas            | 40               | 39               | 1                | 0                | 0                |
| 5 marca 2024(dts)                       | Kalifornia          | 169              | 169              | 0                | 0                | 0                |
| 5 marca 2024(dts)                       | Karolina Północna   | 74               | 62               | 11               | 0                | 0                |
| 5 marca 2024(dts)                       | Kolorado            | 37               | 25               | 12               | 0                | 0                |
| 5 marca 2024(dts)                       | Maine               | 20               | 20               | 0                | 0                | 0                |
| 5 marca 2024(dts)                       | Massachusetts       | 40               | 40               | 0                | 0                | 0                |
| 5 marca 2024(dts)                       | Minnesota           | 39               | 27               | 12               | 0                | 0                |
| 5 marca 2024(dts)                       | Oklahoma            | 43               | 43               | 0                | 0                | 0                |
| 5 marca 2024(dts)                       | Tennessee           | 58               | 58               | 0                | 0                | 0                |
| 5 marca 2024(dts)                       | Teksas              | 161              | 161              | 0                | 0                | 0                |
| 5 marca 2024(dts)                       | Utah                | 40               | 40               | 0                | 0                | 0                |
| 5 marca 2024(dts)                       | Wirginia            | 48               | 42               | 6                | 0                | 0                |
| 5 marca 2024(dts)                       | Vermont             | 17               | 8                | 9                | 0                | 0                |
| 8 marca 2024(dts)                       | Samoa Amerykańskie  | 9                | 9                | 0                | 0                | 0                |
| 12 marca 2024(dts)                      | Georgia             | 59               | 59               | 0                | 0                | 0                |
| 12 marca 2024(dts)                      | Hawaje              | 19               | 19               | 0                | 0                | 0                |
| 12 marca 2024(dts)                      | Missisipi           | 40               | 40               | 0                | 0                | 0                |
| 12 marca 2024(dts)                      | Waszyngton          | 43               | 43               | 0                | 0                | 0                |
| 15 marca 2024(dts)                      | Mariany Północne    | 9                | 9                | 0                | 0                | 0                |
| 16 marca 2024(dts)                      | Guam                | 9                | 9                | 0                | 0                | 0                |
| 19 marca 2024(dts)                      | Arizona             | 43               | 43               | 0                | 0                | 0                |
| 19 marca 2024(dts)                      | Floryda             | 125              | 125              | 0                | 0                | 0                |
| 19 marca 2024(dts)                      | Illinois            | 64               | 64               | 0                | 0                | 0                |
| 19 marca 2024(dts)                      | Kansas              | 39               | 39               | 0                | 0                | 0                |
| 19 marca 2024(dts)                      | Ohio                | 79               | 79               | 0                | 0                | 0                |
| 23 marca 2024(dts)                      | Luizjana            | 47               | 47               | 0                | 0                | 0                |
| 2 kwietnia 2024(dts)                    | Connecticut         | 28               | 28               | 0                | 0                | 0                |
| 2 kwietnia 2024(dts)                    | Nowy Jork           | 91               | 91               | 0                | 0                | 0                |
| 2 kwietnia 2024(dts)                    | Rhode Island        | 19               | 17               | 2                | 0                | 0                |
| 2 kwietnia 2024(dts)                    | Wisconsin           | 41               | 41               | 0                | 0                | 0                |
| 18–20 kwietnia 2024(dts)                | Wyoming             | 29               | 29               | 0                | 0                | 0                |
| 21 kwietnia 2024(dts)                   | Portoryko           | 23               | 23               | 0                | 0                | 0                |
| 23 kwietnia 2024(dts)                   | Pensylwania         | 67               | 67               | 0                | 0                | 0                |
| 7 maja 2024(dts)                        | Indiana             | 58               | 58               | 0                | 0                | 0                |
| 14 maja 2024(dts)                       | Maryland            | 37               | 37               | 0                | 0                | 0                |
| 14 maja 2024(dts)                       | Nebraska            | 36               | 36               | 0                | 0                | 0                |
| 14 maja 2024(dts)                       | Wirginia Zachodnia  | 32               | 32               | 0                | 0                | 0                |
| 21 maja 2024(dts)                       | Kentucky            | 46               | 46               | 0                | 0                | 0                |
| 21 maja 2024(dts)                       | Oregon              | 31               | 31               | 0                | 0                | 0                |
| 4 czerwca 2024(dts)                     | Montana             | 31               | 31               | 0                | 0                | 0                |
| 4 czerwca 2024(dts)                     | New Jersey          | 12               | 12               | 0                | 0                | 0                |
| 4 czerwca 2024(dts)                     | Nowy Meksyk         | 22               | 22               | 0                | 0                | 0                |
| Suma                                    | Suma                | 2429             | 2320             | 97               | 9                | 3                |